# مستقبل أدينوزين A2A
 مستقبلات الأدينوسين A2A هي من فئة المستقبلات P1 من مستقبلات البيورينجيك وتنتمي إلى أكبر عائلة من بروتينات الغشاء المتكامل في الجينوم البشري، وهي مستقبلات مقترنة بالبروتين ج، و (تختصر بالإنجليزية GPCRs) . تُصنّف مستقبلات الأدينوزين إلى أربعة أنواع فرعية A3، A1 ، A2A ، A2B والتي يتم تنشيطها جميعًا بواسطة الأدينوزين خارج الخلية، وتلعب أدوارًا مركزية في مجموعة واسعة من العمليات الفسيولوجية، بما في ذلك تنظيم النوم وتكوين الأوعية الدموية بالإضافة إلى دورها في جهاز المناعة.

## الوظيفة
يتم التوسط في نشاط مستقبلات الأدينوزين A2A بواسطة بروتينات G، مما يؤدي إلى تنشيط إنزيم محلقة الأدينيلات ورفع مستوى الcAMP داخل الخلايا. يلعب هذا المستقبل دورًا حيويًا في العديد من الوظائف البيولوجية ، مثل التحكم بضربات القلب والدورة الدموية ، وتدفق الدم في والكلية و المخ ، ووظيفة المناعة ، بالإضافة إلى إظهار التعب ، والشعور بالنوم . في مخطط الدماغ، تم العثور على مستويات عالية من مستقبلات A2A توجد الخلايا المناعية في الطحال والغدة الصعترية وكريات الدم البيضاء والصفائح الدموية ، والمستويات الوسيطة في القلب والرئة والأوعية الدموية .

### دوره في بعض الأمراض
اضطرابات طيف التوحد تختصر (بالإنجليزية: ASDs)‏ هي اضطرابات غير متجانسة تزداد عندها معدلات القلق .يرتبط جين مستقبل الأدينوزين A2A باضطراب الهلع ويقع على الكروموسوم 22q11.23. يتم التعبير عن منتجها الجيني ، مستقبل الأدينوزين A2A ، بقوة في النواة المذنبة ، والتي تشارك أيضًا في إضراب طيف التوحد .
مستقبلات الأدينوزين A2A هي نوع فرعي من المستقبلات المخصبة في العقد القاعدية ، يتم تنشيطها بواسطة الأدينوزين المعدل العصبى ، والذي يتفاعل مع مستقبلات دوبامين D2 على الرغم من أن هذا التفاعل العدائي المتبادل راسخ في الوظيفة الحركية ، إلا أن النتيجة في السلوكيات المرتبطة بالدوبامين تظل غير مؤكدة ، لا سيما في الاكتئاب والقلق .لقد أظهرنا ارتفاعًا في معدل هذا المستقبل المرتبط بالشيخوخة والإجهاد المزمن . له دور مهم في الجهاز العصبي المركزي وقد تم البحث عن مشاركته في مجموعة واسعة من عمليات وأمراض الدماغ ، مثل اضطراب النوم ، واضطراب الهلع ، والقلق ، انفصام الشخصية .